# Henry Hobart (prêtre)
Pour les articles homonymes, voir Henry Hobart.
Henry Lewis Hobart (1774 - 8 mai 1846) est un prêtre anglican anglais qui devient doyen de Windsor et donc doyen de Wolverhampton.

## Contexte et éducation
Il est le fils de George Hobart (3e comte de Buckinghamshire), un membre assez peu présent de la Chambre des communes britannique, initialement en tant que Whig, de 1754 à 1780 et brièvement secrétaire de l'ambassade britannique à Saint-Pétersbourg . Il succède à son demi-frère en tant que comte de Buckinghamshire en 1793.
La mère d'Henry Hobart est Albinia Bertie, fille de Lord Vere Bertie (mort en 1768), fils cadet de Robert Bertie (1er duc d'Ancaster et Kesteven).
Hobart est le plus jeune de huit enfants survivants. Il est né au début de 1774 et baptisé le 9 février dans l'église paroissiale de Nocton, dans le Lincolnshire . Il fait ses études à la Westminster School et au Christ's College de Cambridge, où il entre en 1793. Il obtient son diplôme de maîtrise en 1797 . Il devient docteur en théologie en 1816.

## Carrière ecclésiastique
Hobart est ordonné diacre à Winchester en juin 1797 et prêtre en février 1798. En tant que fils de comte, il a de nombreuses possibilités d'avancement qui s'offrent à lui, exploitant en grande partie les relations familiales et politiques. Il obtient de nombreux postes et bénéfices, dont beaucoup cumulés dans des lieux éloignés les uns des autres, une pratique qui n'a pas été considérablement restreinte jusqu'à la loi sur les pluralités de 1850. Par ce processus, il pouvait acquérir un revenu relativement important.
Presque aussitôt qu'il ait été ordonné prêtre, Hobart devient recteur de Chipping Warden dans le Northamptonshire. En 1801, il devient également recteur de la paroisse voisine d'Edgcôte. Il occupe ces deux presbytères jusqu'en 1815, étant nommé prébendier de la cathédrale de Cantorbéry en 1804, poste qu'il occupe jusqu'en 1816. En 1815, il est nommé à trois postes lucratifs en un an : Vicaire de Nocton, paroisse en don de sa famille ; Recteur de St Dionis Backchurch dans la City de Londres, poste qu'il occupe jusqu'en 1828 ; et recteur de Great Haseley, Oxfordshire.
En 1816, Hobart atteint l'apogée de sa carrière en tant qu'ecclésiastique avec sa nomination au poste de doyen de Windsor. Cela fait de lui le chef spirituel de la chapelle St George, du château de Windsor, une chapelle royale et la chapelle privée du monarque. Il conserve ce doyenné jusqu'à sa mort en 1848, au service de quatre monarques : George III, George IV, Guillaume IV et la reine Victoria. Le doyenné comprend avec lui le poste de Registre de l'Ordre de la Jarretière, qui est basé à la chapelle. En tant que doyen, Hobart a l'oreille du monarque. Cependant, il ne semble pas avoir acquis une grande influence . Cela peut être dû à une certaine insensibilité ou à un manque de tact. Lorsque Victoria donne naissance au futur Édouard VII en novembre 1841, Hobart la félicite de « nous avoir ainsi sauvé de l'incroyable malédiction d'une succession féminine » . De 1823 à 1842, il est vicaire de Fulmer, Buckinghamshire, et à partir de 1828, il est vicaire de Wantage, alors dans le Berkshire.
Par une coutume datant de la fin du XVe siècle, le doyenné de Windsor comprend le doyenné de Wolverhampton, un autre lieu royal, en dehors de la supervision du diocèse local de Lichfield. l'église Saint-Pierre est le centre d'une grande paroisse, s'étendant loin dans le Black Country et le Staffordshire rural. Cependant, le doyenné et les prébendes sont des sinécures virtuelles, car la paroisse a longtemps été habituée à l'absentéisme du clergé et le travail est effectué par des vicaires mal payés. Les terres du doyenné rapportent à Hobart 600 £ par an, principalement en raison de la richesse minérale sous-jacente . Cependant, l'opinion publique change et les années 1830 amènent une série de gouvernements réformateurs. Le doyenné de Wolverhampton devient synonyme de corruption et de négligence du clergé : la petite contribution spirituelle du clergé est contrastée avec les revenus qu'il prélève. Le comportement querelleur du Dr Oliver, vicaire perpétuel de Hobart dans la paroisse, a encore plus aliéné l'opinion. En 1836, la Commission ecclésiastique est créée, chargée d'examiner et de redistribuer les revenus de l'Église d'Angleterre. Cela produit bientôt un plan de réforme, incorporé dans la législation, diversement appelé la Loi sur les cathédrales de 1840 et la Loi sur les commissaires ecclésiastiques de 1840, mais en réalité intitulée Loi pour mettre en œuvre, avec certaines modifications, le quatrième rapport des commissaires des devoirs et des revenus ecclésiastiques.  L'article 21 décrète que le doyenné doit être supprimé, ainsi que ceux de Middleham, Heytesbury et Brecon . L'article 51 limite les droits de toute personne nommée à des postes au sein des collèges, mais autorise Hobart et les autres doyens à rester en fonction jusqu'à leur mort . Les prébendes sont laissées vacantes et, à la mort de Hobart en 1846, le doyenné est aboli, suivi deux ans plus tard par le collège lui-même.

## Mariage et famille
Le 5 octobre 1824, Hobart épouse Charlotte Selina Moore, fille de Richard Moore, un propriétaire terrien de Chelsea qui réside dans un appartement au palais de Hampton Court . Ils ont au moins sept enfants . Leur fils aîné est Robert Hobart (1836-1928), député libéral de 1906 à 1910, créé baronnet en 1914. Leur fille Marie Adelaïde épouse Robert Needham Cust.